# Metacatharsius pumilioniformis
Metacatharsius pumilioniformis är en skalbaggsart som beskrevs av Ferreira 1964. Metacatharsius pumilioniformis ingår i släktet Metacatharsius och familjen bladhorningar. Inga underarter finns listade i Catalogue of Life.